# Family Portrait
«Family Portrait» (en español: «Retrato familiar») es el cuarto y último sencillo lanzado del álbum M!ssundaztood de la cantante estadounidense Pink en el año 2002. El sencillo llegó al puesto número veinte en Estados Unidos. La canción habla sobre los problemas que tuvo la cantante en su niñez, de la separación de sus padres y de lo que sentía ella en esos momentos, aunque no tuvo un gran rendimiento en la lista de los charts. Es una de las canciones favoritas de los fanes (sobre todo en los Estados Unidos) debido a que hoy en día es uno de los problemas que se presentan en las familias de Norteamérica.

## Video musical
El vídeo musical de Family Portrait fue dirigido por Sophie Muller, en el vídeo se puede ver representado la situación que paso la cantante en el momento en que sus padres se estaban divorciando, pero también muestra como al final es escuchada por su madre. 

## Formatos
UK/EU CD Single
1. «Family Portrait» (Radio Edit) - 3:50
2. «Family Portrait» (Álbum Versión) - 4:56
3. «My Vietnam» (Live At La Scala) - 5:19
4. «Family Portrait» (Incredible Video)

US CD Single
1. «Family Portrait» (Radio Edit) - 3:49
2. «Just Like a Pill» (Jacknife Lee Mix) - 3:46
3. «Just Like a Pill» (Versión instrumental) - 3:52

EU 7" Single
1. «Family Portrait» (Radio Edit) - 3:49
2. «Don't Let Me Get Me» - 3:31

UK DVD Single
1. «Family Portrait» (Music Video)
2. «Don't Let Me Get Me» (Music Video)
3. «Numb» (Live at Scala, London)
4. «Family Portrait» (Live at Scala, London)

## Posicionamiento
| Listas (2002/2003)               | Mejor Posición |
| -------------------------------- | -------------- |
| Australian ARIA Singles Top 50   | 11             |
| Austrian Singles Top 75          | 11             |
| Belgium UltraTop 50              | 8              |
| Canadian Singles Chart           | 30             |
| Danish Top 20 Singles            | 6              |
| Dutch Top 40                     | 5              |
| Finland Top 20 Singles           | 12             |
| French Top 100 Singles           | 23             |
| Germany Top 100                  | 8              |
| New Zealand Top 50 Singles       | 5              |
| Swedish Singles Top 60           | 5              |
| Swiss Singles Top 100            | 18             |
| UK Singles Top 75                | 11             |
| U.S. Billboard Hot 100           | 20             |
| U.S. Billboard Top 40 Mainstream | 5              |
| U.S. Billboard Top 40 Tracks     | 10             |

- Datos: Q2333336